# Moto X (thế hệ thứ hai)
Thế hệ thứ hai của Moto X, được quảng bá với bên gọi moto X hay còn được quảng bá với truyền thông là Moto X (2014), là một chiếc điện thoại thông minh chạy hệ điều hành Android được phát triển bởi Motorola Mobility. Được phát hành vào ngày 5 tháng 9 năm 2014, nó là thiết bị kế nhiệm của Moto X đầu tiên vốn ra mắt vào năm 2013. Và nó được kế tiếp bởi thế hệ thứ ba, gồm Moto X Style và Play, được ra mắt vào ngày 29 tháng 7 năm 2015.
Có nhiều cải thiện ở thế hệ thứ hai so với phiên bản gốc, như thiết kế chất lượng cao kết hợp với khung kim loại và tùy chọn vỏ da hoặc gỗ, cùng với cải tiến thông số kĩ thuật nội bộ như bộ xử lý 4 nhân và màn hình 1080p.